# フレデリクトン (フリゲート)
フレデリクトン（HMCS Fredericton, FFH 337）は、カナダ海軍のフリゲート。カナダ哨戒フリゲート計画により建造されたハリファックス級フリゲートの8番艦で、1994年に就役した。

## 概要
カナダ海軍の大西洋海上軍（MARLANT）に配備されており、ハリファックス基地を母港とする。
カナダ海軍の同名の艦艇としては、第二次世界大戦中に就役したフラワー級コルベットのフレデリクトン（HMCS Fredericton, K245）に続いて2隻目である。

## 艦歴
ニューブランズウィック州セントジョンのセントジョン造船所で1992年4月25日に起工され、1993年6月26日に進水、その後、1994年9月10日に就役した。なお、6番艦のカルガリー（HMCS Calgary, FFH 336）より約10ヵ月遅く起工され、約8ヵ月早く就役した。
2009年5月6日、前部機関室で火災が発生した。火は数分以内に制圧されたが、運用に戻る前にハリファックス基地で修理および点検が行われた。
2009年10月25日、アルテミス作戦に参加するためハリファックスを出港、アデン湾、アラビア海北部、オマーン湾に展開された。11月に第1常設NATO海洋グループ（SNMG1）に加わり、2010年2月まで、アデン湾とソマリア沿岸における海賊対策パトロールを実施した。
乗員の休養と船体のメンテナンスを行った後、第150合同任務部隊（CTF-150）に加わり、アデン湾とオマーン湾で反テロ作戦のパトロールを実施するため、CH-124シーキングを運用するヘリコプター分遣隊を含む約250名の乗員を乗せて、ハリファックスから出航した。その後、カナダ海軍の100周年記念日の2010年5月4日に帰国した。
2010年11月18日、フロリダ沖で洋上補給を行った際にヘンリー・J・カイザー級給油艦のカナワ（USNS Kanawha, T-AO-196）と接触、双方の船体に擦過傷や凹損が発生した。
2011年10月6日、HCM/FELEX（Halifax Class modernisation programme / frigate life extension）計画に基づいた中間寿命改修および近代化を行うため、アーヴィング造船のハリファック造船所へ引き渡された。2013年1月24日、改修を終えてハリファックス基地に戻り、試験を経て、2014年9月に運用状態となった。
2014年12月30日、Reassurance作戦の一環として、地中海に配備された。
2015年3月、黒海での演習のため第2常設NATO海洋グループ（SNMG2）に加わった。2015年4月、SNMG2の一部としてイングランド沖で行われたNATO演習Joint Warriorに参加した。
2015年6月、訓練のためバルト海に展開、スティーブン・ハーパー首相とジェイソン・ケニー国防相が艦を訪れたが、7海里の距離を保つ2隻のロシア艦の追尾を受けた。その後、7月12日に帰投した。
2015年11月、定期検査中に修理を必要とする船体の亀裂が発見された。修理の完了後、2016年1月5日にウィニペグ（HMCS Winnipeg, FFH-338）と交代するため地中海に展開、SNMG2の一員として、地中海でヨーロッパへ密入国する移民を阻止する任務に就いた。
2016年4月、モントリオール（HMCS Montreal, FFH-336）とともに、カナダ海軍の乗組員縮小計画のための試験艦となることが発表された。
同月、SNMG2の一部としてReassurance作戦のため、黒海に展開、2016年7月5日にハリファックスに帰投した。